# ده فالوم
دی فالوم (به هلندی: De Valom) یک منطقهٔ مسکونی در هلند است که در دانتومادیل واقع شده‌است. دی فالوم ۲۳۵ نفر جمعیت دارد.